# 格蘭茨維爾 (內華達州)
格蘭茨維爾（英語：Grantsville）是位於美國內華達州奈縣的鬼鎮。

## 歷史
格蘭茨維爾的郵局於1879年設立，其後於1901年停運。

## 地理
格蘭茨維爾所處的海拔為高於海平面2141米（即7024英呎），而該地所採用的時區為UTC-8，即太平洋时区（PST）。同時該地設有夏令時間，為UTC-8調快一小時，即UTC-7（PDT）。